# مجموعه آثار مارکس/انگلس
مجموعه آثار مارکس/انگلس (به انگلیسی: Marx/Engels Collected Works) بزرگترین مجموعه ترجمه آثار کارل مارکس و فردریش انگلس به زبان انگلیسی است. این مجموعه شامل همه آثار منتشر شده مارکس و انگلس در زمان حیات آنها و همچنین اسناد و نامه‌های منتشر نشده است. این مجموعه که توسط ریچارد دیکسون و دیگران ترجمه شده شامل ۵۰ مجلد است. این مجموعه بین سال‌های ۱۹۷۵ تا ۲۰۰۵ توسط انتشارات پروگرس، انتشارات لورنس و ویشارت و انتشارات بین‌الملل گردآوری و منتشر شده‌اند.

## خانه انگلس، موزه ای جذاب و تاریخی
خانه تاریخی انگلس از مهم‌ترین جاذبه‌های گردشگری شهر ووپرتال آلمان به شمار می‌آید. خانه‌ای که شاهد دوران کودکی و نوجوانی فریدریش انگِلس، اندیشمند آلمانی و نزدیک‌ترین دوست و همکار کارل مارکس بوده و حالا به موزه‌ای زیبا و منحصر به فرد بدل شده است. در این خانه دو طبقه، از دهه ۷۰ میلادی نمایشگاهی دائمی درباره زندگی و آثار انگلس شکل گرفته است که سالانه هزاران گردشگر را به سوی خود جذب می‌کند.

## بررسی اجمالی
مجموعه آثار شامل نوشته‌های مارکس بین سال‌های ۱۸۳۵ تا مرگ وی در سال ۱۸۸۳، و نوشته‌های انگلس بین سال‌های ۱۸۳۸ تا مرگ وی در سال ۱۸۹۵ می‌شود. مجلدهای اولیه شامل آثار دوره جوانی آنها شامل نامه‌نگاری‌های میان مارکس و پدرش، اشعار مارکس، و نامه‌های انگلس به دخترش است. چند مجلد نیز شامل مقالات مشترک آنها در نشریه نئو راینیشه زایتونگ است.
دیگر مجلدات شامل مهم‌ترین آثار مارس و انگلس شامل مانیفست حزب کمونیست، هیجدهم برومر لوئی بناپارت، و سرمایه و همچنین قطعات گمنام و آثاری است که پیش از این ترجمه یا منتشر نشده‌اند. سیزده مجلد از مجموعه آثار به نامه‌ها و مکاتبات مارکس و انگلس در دوران بزرگسالی از سال ۱۸۴۴ تا ۱۸۵۹ اختصاص دارد.
اگر چه این مجموعه کاملترین مجموعه آثار مارکس و انگلس به زبان انگلیسی محسوب می‌شود اما همه آثار آنها را در بر نمی‌گیرد. پروژه‌ای با عنوان مجموعه کامل آثار مارکس و انگلس از سال ۱۹۵۸ راه‌اندازی شده است تا تمام آثار این دو جمع‌آوری شده و پیش بینی می‌شود که تعداد مجلدات آن به ۱۲۰ عدد برسد.

## محتوا
| شماره مجلد | نویسنده       | عنوان و محتوا                                               | سال انتشار |
| ---------- | ------------- | ----------------------------------------------------------- | ---------- |
| ۱          | مارکس         | اوت ۱۸۳۵- مارس ۱۸۴۳                                         | ۱۹۷۵       |
| ۲          | انگلس         | اوت ۱۸۳۸- دسامبر ۱۸۴۲                                       | ۱۹۷۵       |
| ۳          | مارکس/ انگلس  | مارکس: مارس ۱۸۴۳ – اوت ۱۸۴۴؛ انگلس: مه ۱۸۴۳- ژوئن ۱۸۴۴      | ۱۹۷۵       |
| ۴          | مارکس/ انگلس  | ۱۸۴۴–۱۸۴۵، خانواده مقدس و وضعیت طبقه کارگر                  | ۱۹۷۵       |
| ۵          | مارکس/ انگلس  | آوریل ۱۸۴۵- آوریل ۱۸۴۷، ایدئولوژی آلمانی                    | ۱۹۷۵       |
| ۶          | مارکس/ انگلس  | ۱۸۴۸–۱۸۴۵، فقر فلسفه و مانیفست حزب کمونیست                  | ۱۹۷۶       |
| ۷          | مارکس/ انگلس  | ۱۸۴۸، مقالات برای نشریه نئو راینیشه زایتونگ                 | ۱۹۷۷       |
| ۸          | مارکس/ انگلس  | ۱۸۴۹–۱۸۴۸، مقالاتی از نئو راینیشه زایتونگ                   | ۱۹۷۷       |
| ۹          | مارکس / انگلس | ۱۸۴۹، مقالاتی از نئو راینیشه زایتونگ                        | ۱۹۷۷       |
| ۱۰         | مارکس/ انگلس  | ۱۸۵۱–۱۸۴۹، جنگ دهقانی در آلمان                              | ۱۹۷۸       |
| ۱۱         | مارکس/ انگلس  | ۱۸۵۳–۱۸۵۱، هیجدهم برومر لوئی بناپارت                        | ۱۹۷۹       |
| ۱۲         | مارکس/ انگلس  | ۱۸۵۴–۱۸۵۳، دربارهٔ استعمار بریتانیا                          | ۱۹۷۹       |
| ۱۳         | مارکس/ انگلس  | ۱۸۵۵–۱۸۵۴، اسپانیای انقلابی و جنگ کریمه                     | ۱۹۸۰       |
| ۱۴         | مارکس/ انگلس  | ۱۸۵۶–۱۸۵۵، مقالاتی دربارهٔ سیاست در بریتانیا و جنگ کریمه     | ۱۹۸۰       |
| ۱۵         | مارکس/ انگلس  | ۱۸۵۸–۱۸۵۶، اروپا و هند                                      | ۱۹۸۶       |
| ۱۶         | مارکس/ انگلس  | ۱۸۶۰–۱۸۵۸، حوادث اروپا                                      | ۱۹۸۰       |
| ۱۷         | مارکس/ انگلس  | ۱۸۶۰–۱۸۵۹، آقای وگت و موضوعات نظامی                         | ۱۹۸۱       |
| ۱۸         | مارکس/ انگلس  | ۱۸۶۲–۱۸۵۷، مقالاتی برای دانشنامه                            | ۱۹۸۷       |
| ۱۹         | مارکس/ انگلس  | ۱۸۶۴–۱۸۶۱، جنگ داخلی آمریکا                                 | ۱۹۸۴       |
| ۲۰         | مارکس/ انگلس  | ۱۸۶۸–۱۸۶۴، سود، بهاء و مزد                                  | ۱۹۸۵       |
| ۲۱         | مارکس/ انگلس  | ۱۸۷۰–۱۸۶۷، انجمن بین‌المللی کارگران                          | ۱۹۸۵       |
| ۲۲         | مارکس/انگلس   | ۱۸۷۱–۱۸۷۰، جنگ فرانسه و پروس                                | ۱۹۸۶       |
| ۲۳         | مارکس/ انگلس  | ۱۷۴–۱۸۷۱، بین‌الملل، باکونین ، مسئله خانه سازی               | ۱۹۸۸       |
| ۲۴         | مارکس/ انگلس  | ۱۸۸۳–۱۸۷۴، نقد برنامه گوتا ، تکامل سوسیالیسم از تخیل به علم | ۱۹۸۹       |
| ۲۵         | انگلس         | آنتی دورینگ ، دیالکتیک طبیعت                                | ۱۹۸۷       |
| ۲۶         | انگلس         | ۱۸۸۹–۱۸۸۲، منشأ خانواده و مالکیت خصوصی                      | ۱۹۹۰       |
| ۲۷         | انگلس         | ۱۸۹۵–۱۸۹۰، اروپا                                            | ۱۹۹۰       |
| ۲۸         | مارکس         | نوشته‌های اقتصادی ۱۸۶۱–۱۸۵۷                                  | ۱۹۸۶       |
| ۲۹         | مارکس         | نوشته‌های اقتصادی، ۱۸۵۷–۱۸۶۱                                 | ۱۹۸۷       |
| ۳۰         | مارکس         | نوشته‌های اقتصادی، ۱۸۶۳–۱۸۶۱                                 | ۱۹۸۸       |
| ۳۱         | مارکس         | ۱۸۶۳–۱۸۶۱، دست نوشته‌های اقتصادی                             | ۱۹۸۹       |
| ۳۲         | مارکس         | ۱۸۶۳–۱۸۶۱، دست نوشته‌های اقتصادی                             | ۱۹۸۹       |
| ۳۳         | مارکس         | ۱۸۶۳–۱۸۶۱، دست نوشته‌های اقتصادی                             | ۱۹۹۱       |
| ۳۴         | مارکس         | ۱۸۶۴–۱۸۶۱، نوشته‌های اقتصادی                                 | ۱۹۹۴       |
| ۳۵         | مارکس         | سرمایه جلد ۱                                                | ۱۹۹۶       |
| ۳۶         | مارکس         | سرمایه جلد ۲                                                | ۱۹۹۷       |
| ۳۷         | مارکس         | سرمایه جلد ۳                                                | ۱۹۹۸       |
| ۳۸         | مارکس/ انگلس  | نامه‌ها، ۱۸۵۱–۱۸۴۴                                           | ۱۹۸۲       |
| ۳۹         | مارکس/ انگلس  | نامه‌ها، ۱۸۵۵–۱۸۵۲                                           | ۱۹۸۳       |
| ۴۰         | مارکس/ انگلس  | نامه‌ها، ۱۸۵۹–۱۸۵۶                                           | ۱۹۸۳       |
| ۴۱         | مارکس/ انگلس  | نامه‌ها، ۱۸۶۴–۱۸۶۰                                           | ۱۹۸۵       |
| ۴۲         | مارکس/ انگلس  | نامه‌ها، ۱۸۶۸–۱۸۶۴                                           | ۱۹۸۷       |
| ۴۳         | مارکس/ انگلس  | نامه‌ها، ۱۸۷۰–۱۸۶۸                                           | ۱۹۸۸       |
| ۴۴         | مارکس/ انگلس  | نامه‌ها، ۱۸۷۳–۱۸۷۰                                           | ۱۹۸۹       |
| ۴۵         | مارکس/ انگلس  | نامه‌ها، ۱۸۷۹–۱۸۷۴                                           | ۱۹۹۱       |
| ۴۶         | مارکس/ انگلس  | نامه‌ها، ۱۸۸۳–۱۸۸۰                                           | ۱۹۹۲       |
| ۴۷         | انگلس         | نامه‌ها، ۱۸۸۶–۱۸۸۳                                           | ۱۹۸۵       |
| ۴۸         | انگلس         | نامه‌ها، ۱۸۹۰–۱۸۸۷                                           | ۲۰۰۱       |
| ۴۹         | انگلس         | نامه‌ها، ۱۸۹۲–۱۸۹۰                                           | ۲۰۰۱       |
| ۵۰         | انگلس         | نامه‌ها، ۱۸۹۵–۱۸۹۲                                           | ۲۰۰۴       |